# Acanthiophilus
Genre
Acanthiophilus est un genre d'insectes diptères de la famille des Tephritidae.